# Nematocampa perfusa
Nematocampa perfusa là một loài bướm đêm trong họ Geometridae.